# Ambroise-François Parnaland
Ambroise-François Parnaland (* 1854 in Tournus, Saône-et-Loire; † 23. Mai 1913 in Paris) war ein französischer Erfinder und Filmproduzent.

## Leben
Parnaland lebte ab 1890 in Paris und arbeitete als Wirtschaftsprüfer. Sein Hobby waren die Erfindung und der Bau mechanischer Objekte. Gemeinsam mit seinem Bruder meldete er mehrere Patente darauf an. Am 24. April 1895 gründete er zum Zweck der Patentverwertung die Gesellschaft Parnaland Frères, deren Logo „P.F.“ später für Verwechslungen mit jenem der Pathé Frères führte.
Eines der Interessen Parnalands war die Chronofotografie (Serienfotografie), mit der bereits Eadweard Muybridge, Étienne-Jules Marey, Georges Demenÿ und zahlreiche andere experimentiert hatten. Im Februar 1896 meldete er sein erstes Patent auf eine Filmkamera an. Das Gerät mit dem Namen „Phototheagraphe“ transportierte seinen unperforierten Film mittels eines Kolbens und erwies sich noch als umständlich, doch bereits am 9. Juni desselben Jahres konnte Parnaland mit seiner weiterentwickelten Kamera „Cinepar“ einen ausgereifteren Mechanismus mit Mittelperforation in Frankreich und einen Monat später auch in den USA patentieren lassen. Seine ersten Filme, die er zusammen mit seinem Kameras in einem eigenen Geschäft in Paris verkaufte, entstanden 1897. Mit dem Fotografen und Kameramann Clément-Maurice fertigte er ab Juni 1898 Aufnahmen von Operationen des Chirurgen Eugène-Louis Doyen. Als diese ein Verkaufsschlager bei Parnaland Frères geworden zu sein schienen und bei Jahrmarktsaufführungen gesehen wurden, strengte Doyen ein Gerichtsverfahren gegen Parnaland zur Klärung der Verwertungsrechte an, das er 1905 gewann. Er bekam 8000 Francs Schadensersatz und die Herausgabe der Filme zugesprochen, da das Gericht die Filme unter Bezugnahme auf das Recht am eigenen Bild als Doyens künstlerisches Eigentum ansah und Parnaland seine Erlaubnis zum gewerblichen Vertrieb der Filmaufnahmen gefehlt hatte. Mit Parnalands Kameras arbeitete Clément-Maurice auch bei den Aufnahmen für seine Tonfilmexperimente, die er seit der Pariser Weltausstellung 1900 in seinem Phono-Cinéma-Théâtre präsentierte. Parnaland Frères vermarktete bis 1907 verschiedene Filmapparate und bot in seinem Katalog 480 eigene Filme dazu an, die zur Vorführung auf Jahrmärkten gedacht waren.
Im Jahre 1907 wollte Ambroise-François Parnaland mit finanzieller Unterstützung des Anwalts Charles Jourjon seine Geschäftstätigkeit ausweiten. Am 22. April des Jahres gründeten sie gemeinsam mit Clément-Maurice und Marcel Vandal die Gesellschaft Éclair, die fortan Parnalands Filme und Kameras vertreiben sollte. Als Studio und Unternehmenssitz wurde ein Chateau in Épinay-sur-Seine erworben. Die Gesellschaft stellte Victorin-Hippolyte Jasset ein, der ab 1908 mit Filmserien wie Nick Carter und Zigomar Éclairs Position als drittstärkstes französisches Filmunternehmen nach Pathé und Gaumont begründete. Jourjon drängte Parnaland bis spätestens 1909 aus dem Management. Dieser wandte sich wieder der Kameraproduktion und -vermarktung zu und wechselte 1912 in die Buchhaltung.